# Discodermia dubia
Discodermia dubia är en svampdjursart som beskrevs av Jean Vacelet och Vasseur 1971. Discodermia dubia ingår i släktet Discodermia och familjen Theonellidae. Inga underarter finns listade i Catalogue of Life.